# Paraporpidia aboriginum
Paraporpidia aboriginum är en lavart som beskrevs av Rambold 1989. Paraporpidia aboriginum ingår i släktet Paraporpidia och familjen Porpidiaceae.   Inga underarter finns listade i Catalogue of Life.